# Acerella muscorum
Acerella muscorum är en urinsektsart som först beskrevs av Ionesco 1930.  Acerella muscorum ingår i släktet Acerella och familjen lönntrevfotingar. Inga underarter finns listade i Catalogue of Life.